# Fúziós zene
A fúziós zene olyan zenei műfaj, amely két vagy több stílus kombinációjaként jött létre. A rock and roll például eredetileg a blues, a gospel és a country zene fúziójaként fejlődött ki. A fúziós műfajok fő jellegzetessége a tempóban és a ritmusban megjelenő változatosság, valamint esetenként a hosszú zenei "utazások" használata, amelyek rövidebb - saját dinamikával, stílussal és tempóval rendelkező - részekre tagolódhatnak.
A fúziós műfajokban működő zenészek általában nehezen csoportosíthatók nem fúziós műfajok szerint. A legtöbb fúziós zene stílusát több zenei műfaj is befolyásolja. Ennek számos oka van, a legfontosabb az, hogy a legtöbb műfaj más műfajokból fejlődött ki. Mikor egy új műfajt végül önállóként határozunk meg, gyakran csak egy tág "szürke" területet látunk, melyben a muzsikusok magukra maradtak. Ezek a zenészek gyakran mindegyik műfaj részének tekintik magukat. Egy zenész, aki rock által befolyásolva, de alapvetően bluest játszik, általában blues-rock muzsikusként van címkézve. Az első műfaj az, amelyből az új kifejlődött. A második műfaj az újabb és kevésbé meghatározó a zenész játékában. Egy jó példa lehet a blues-rock együttesre a Stevie Ray Vaughan és a Double Trouble. Vaughan, a Texas-blues gitáros, egy olyan világgal körülvéve, amelyben a rock volt a meghatározó zene, együtt alkalmazta a rockot és a bluest.

## Meghatározó fúziós műfajok
- Alternatív metál
- Bhangra
- Blues-rock
- Funk-rock
  - Funk-metal
  - Funkcore
- Jazz fusion
  - Jazz rock
  - Jazz funk
- Metalcore
- Nu metal
- pop-punk
- Progresszív metál
- Rapcore
- Rhythm and blues
- Ska-punk
- Világzene

## Fordítás
- Ez a szócikk részben vagy egészben  a   Fusion (music) című angol Wikipédia-szócikk ezen változatának fordításán alapul.  Az eredeti cikk szerkesztőit annak laptörténete sorolja fel. Ez a jelzés csupán a megfogalmazás eredetét és a szerzői jogokat jelzi, nem szolgál a cikkben szereplő információk forrásmegjelöléseként.